# The Heritage of Hastur
The Heritage of Hastur (Moștenirea din Hastur) este un roman științifico-fantastic (de fantezie științifică) din 1975 al scriitoarei americane Marion Zimmer Bradley. A apărut prima dată în august 1975 la editura DAW Books. A fost nominalizat la Premiul Nebula pentru cel mai bun roman în 1975. Romanul explorează temele sexuale, în special opinia că homosexualitatea este o variantă normală a sexualității umane.
Face parte din Seria Darkover (După Comyn. Împotriva Pământenilor: A doua epocă), serie care are loc pe planeta fictivă Darkover din sistemul stelar fictiv al unei gigante roșii denumită Cottman. Planeta este dominată de ghețari care acoperă cea mai mare parte a suprafeței sale. Zona locuibilă se află la doar câteva grade nord de ecuator.
În The Bloody Sun, Lew Alton este descris ca având vârsta de 11 ani, ceea ce sugerează că această carte are loc cu 10-15 ani mai târziu.

## Prezentare
Povestea, relatată din punct de vedere alternativ al lui Regis Hastur și Lewis Alton, începe de la povestea lui Regis Hastur.
În timp ce a călătorit de la Nevarsin la Thendera, echipa lui Regis Hastur se întâlnește cu Kennard Alton și pe fiii săi, Lewis și Marius. Lew îl prezintă pe Regis lui Danilo Syrtis. Apoi ei merg la Castelul Comyn.
Când Kennard este rănit într-o cădere, Lew preia funcția de căpitan de gardă. El se opune ca Dyan Ardais să fie numit Maestru Cadeților, din cauza zvonurilor că Ardais ar fi un pederast și sadic. Kennard trece peste voința fiului său, spunând că zvonurile sunt nefondate.
Membrii Consiliului Comyn se întâlnesc cu Legatul Pământean cu privire la zvonurile că arme interzise sunt vândute în orașul Caer Donn. Comyn susțin că aceasta este o încălcare atât a Pactului (Compact - tradiția Darkovană privind armele) cât și a tratatului Imperiului Pământean cu Consiliul. Pământenii susțin că Aldaran este în esență o țară separată, deci se aplică legi diferite. Problema rămâne nerezolvată. Kennard sugerează în schimb ca Lew să facă o călătorie diplomatică în Aldaran.
Danilo Syrtis este dat afară din gardă pentru că a ridicat sabia la Maestrul Cadeților Dyan Ardais. Lew suspectează că Ardais a făcut avansuri sexuale lui Danilo, dar nu este în măsură să demonstreze acest lucru. Distrus, Danilo pleacă spre moșia Syrtis, unde Regis îl confruntă mai târziu. După o ceartă, Danilo dezvăluie detaliile încercării lui Dyan Ardais de a-l viola, atât fizic, cât și telepatic. Regis îl convinge pe Danilo să aducă acuzații împotriva lui Ardais.
Lew ajunge în orașul Caer Donn și Castelul Aldaran, unde îl întâlnește pe Kermiac, Lord de Aldaran, care explică legăturile familiei lui Aldaran cu Lew. Lew este prezentat vărului său, Beltran, și copiilor adoptivi ai lordului Aldaran, Marjorie, Thyra și Rafe Scott, și misteriosului Robert Kadarin. El află că au experimentat tehnologii matriciale. Lew este atras, fără să-și dea seama de pericole și acceptă să-i antreneze. Lew descoperă mai târziu că Robert Kadarin a făcut rost de Sharra, o matrice veche și periculos de puternică. Kermiac Aldaran moare ca urmare a experimentelor cu matricea Sharra, în mare parte datorită unei greșeli făcute de Thyra care este din ce în ce mai nebună.
Beltran îl răpește pe Danilo și încearcă să-l forțeze să i se alăture, dar Danilo refuză. Regis ajunge călare în căutarea lui Danilo și pleacă călare după înmormântarea lui Kermiac Aldaran. Lew se îndreaptă spre Arillinn împreună cu Marjorie Scott, dar garda lui Beltran îi întoarce la Aldaran. Experimentele lui Kadarin duc la distrugerea orașului Caer Donn, lucru pe care Lew îl prevăzuse. Lew încearcă să controleze matricea Sharra, iar el, cu ajutorul lui Arillinn, este salvat. Marjorie Scott moare din cauza rănilor sale.
Pământenii sunt de acord să onoreze Pactul pe toată planeta Darkover, înțelegând acum adevăratul său scop. Dyan Ardais îl reabilitează pe Danilo Syrtis numindu-l moștenitorul Domeniului Ardais. Regis își pune viața în slujba planetei Darkover. Lew Alton pleacă de pe Darkover, luând cu el Matricea Sharra. (El revine pe planeta Darkover după o lungă absență - în The Sword of Aldones).

## Personaje majore
- Regis-Rafael Felix Alar Hastur y Elhalyn: Moștenitorul Domeniului Hastur
- Lewis-Kennard Montray-Alton: Moștenitorul Domeniului Alton
- Danilo-Felix Syrtis: singurul fiu al unei familii nobile sărace
- Kennard Alton, Lord al Domeniului Alton
- Dyan Ardais, Maestrul Cadeților și Lord al Domeniului Ardais
- Kermiac, Lord al Domeniului Aldaran
- Beltran din Aldaran, fiul lui Kermiac
- Robert Ramon Kadarin, paxman-ul lui Kermiac, pe jumătate - „chieri”
- Marjorie Scott și Rafe Scott, copiii lui Terran Zeb Scott și ai, pe jumătate - „chieri”, Feliciei Darriell
- Thyra Scott, fiica lui Kermiac Aldaran și a, pe jumătate - „chieri”, Felicia Darriell (vezi Rediscovery)

## Vezi și
- 1975 în științifico-fantastic